# Transportador de glutamato

La actividad de VGluT acoplada al potencial de membrana. ∆μH+ = cambio en la captación de Glu, ∆ψ = cambio en el potencial de membrana. Adaptado de Ozaka y Ueda.

El transportador de glutamato (también transportador de glutamato de alta afinidad o transportador de aminoácidos excitatorios, en inglés EAAT) es una proteína transportadora de la membrana celular, perteneciente a la subfamilia de los transportadores de aminoácidos (SLC1), perteneciente a su vez a la familia de transportadores de solutos (SLC). Tiene la función esencial de mantener una concentración estable de glutamato en las sinapsis. Se han descrito cinco tipos de transportadores de glutamato: EAAT1 al EAAT5, presentes en las células gliales (EAAT1 y EAAT2), en neuronas (EAAT3 y EAAT4) y en la retina (EAAT5).

## Clases
Existen dos clases generales de transportadores de glutamato: los que dependen de un gradiente electroquímico de iones de sodio (los EAAT) y los que no (VGLUT y xCT).El antiportador de glutamato cistina (xCT) se localiza en la membrana plasmática de las células, mientras que los transportadores vesiculares de glutamato (VGLUT) se encuentran en la membrana de las vesículas sinápticas que contienen glutamato. Los EAAT dependientes de Na+ también dependen de gradientes transmembrana de concentración de K+ y H+, por lo que también se conocen como "transportadores de glutamato acoplados a sodio y potasio". Los transportadores dependientes de Na+ también se han denominado "transportadores de glutamato de alta afinidad", aunque en realidad su afinidad por el glutamato varía mucho. Los EAAT son antiportadores que transportan una molécula de glutamato junto con tres de Na+ y una de H+, mientras que exportan una de K+. Los EAAT son proteínas integrales transmembrana que atraviesan el plasmalema 8 veces.
Las mitocondrias también poseen mecanismos para captar glutamato que son bastante distintos de los transportadores de glutamato de membrana.
| proteína | gen     | distribución tisular                                                                                   |
| -------- | ------- | --- |
| EAAT1    | SLC1A3  | astroglia                                                                                              |
| EAAT2    | SLC1A2  | Principalmente en la astroglia; media >90% de la recaptación de glutamato del sistema nervioso central |
| EAAT3    | SLC1A1  | todas las neuronas - localizada en dendritas y en el axón terminal                                     |
| EAAT4    | SLC1A6  | neuronas                                                                                               |
| EAAT5    | SLC1A7  | retina                                                                                                 |
| VGLUT1   | SLC17A7 | neuronas                                                                                               |
| VGLUT2   | SLC17A6 | neuronas                                                                                               |
| VGLUT3   | SLC17A8 | neuronas                                                                                               |